# Анджей Мільчановський
Анджей Станіслав Мільчановський (пол. Andrzej Stanisław Milczanowski; 26 травня 1939, Рівне — 23 липня 2024) — польський політик і юрист, учасник антикомуністичного протестного руху в ПНР, видний діяч профспілки Солідарність. Один із лідерів Щецинського страйку в перші дні воєнного стану. Активний прихильник Леха Валенси. У Третій Речі Посполитій — начальник Управління охорони держави та міністр внутрішніх справ. Опублікував матеріали про припущену співпрацю прем'єр-міністра Юзефа Олекси із радянськими та російськими спецслужбами. Після цього пішов у відставку та зайнявся приватною юридичною практикою.

## Походження, професія, погляди
Народився у сім'ї співробітника прокуратури. Станіслав Мільчановський, батько Анджея, брав участь у політичних процесах, зокрема над комуністами. Після приєднання Західної України до СРСР Мільчановський-старшого заарештували (за участю польського комуніста), засуджено трійкою НКВС і розстріляно. Вільгельміна Мільчановська, мати Анджея, із сином і дочкою перебралася до села Кожичі (Львівська область), залегендувала біографію, працювала вчителькою. Після війни Мільчанівська з дітьми репатріювалася до Польщі.
У період «Гомулківської відлиги» Анджей Мільчановський вступив до Університету імені Адама Міцкевича у Познані. У 1962 році закінчив юридичний факультет. Був розподілений до однієї з повітських прокуратур Щецинського воєводства. З 1968 року працював юрисконсультом у сільськогосподарських підприємствах, воєводській транспортній держкомпанії (WPKM), управлінні водопостачання. Дотримувався антикомуністичних поглядів, з 1978 року співпрацював із КОС-КОР.

## Діяч «Солідарності»

### Профспілковий юрист
У серпні 1980 року Анджей Мільчановський активно долучився до страйкового руху. Перебував у страйковому комітеті WPKM, редагував бюлетень «Tramwajarz» (Трамвайник). Був членом президії та керівником юридичної групи Щецинського (Західно-Померанського) профцентру Солідарності та профкому Щецинської корабельні імені Варського. Представляв Щецин на I з'їзді «Солідарності» у вересні-жовтні 1981 року.
Ситуація у Щецині 1980—1981 років характеризувалося жорсткою конфронтацією між адміністрацією урядущої компартії ПОРП та профцентром «Солідарності». Після відставки компромісного першого секретаря Януша Бриха на чолі Щецинського воєводського комітету ПОРП стояли представники «партійного бетону» Казімєж Циприняк і Станіслав Міскевич. Лідером Щецинської «Солідарності» був католик-націоналіст і радикальний антикомуніст Мар'ян Юрчик. Анджей Мільчановський був прихильником Леха Валенси з його помірнішою лінією, але як член Щецинського профцентру намагався поєднати позицію з курсом Юрчика.
У жовтні 1980 року 5 відділ (контроль над промисловими підприємствами) Щецинської воєводської комендатури розпочав оперативну розробку Анджея Мільчановського — «пропаганда ворожих поглядів, спрямованих проти політичної лінії ПОРП». Мільчановський проходив під кодовим позначенням Mecenas (польське юридичне поняття, що означає судового представника). Цим наголошувалась його функція юриста «Солідарності».

### Лідер страйку
13 грудня 1981 року у Польщі введено воєнний стану. Влада перейшла до Військової ради національного порятунку та неформальної «Директорії» генерала Ярузельського. Тисячі активістів «Солідарності», зокрема щецинські Мар'ян Юрчик, Станіслав Вондоловський, Єжи Зимовський, Артур Балаж, Анджей Тарновський, Станіслав Коцян зазнали репресій й інтернувань. Однак у Щецині утворився один із головних центрів опору.
Страйк корабельні імені Варського очолив Регіональний страйковий комітет (RKS). Головою RKS став інженер-технолог Мечислав Устасяк, його заступниками — робітник корабельні Станіслав Заблоцький, залізничник Еваріст Валігурський і юрист Анджей Мільчановський. До Щецинської корабельні приєдналися десятки підприємств Західної Померанії. Мільчановський поступово взяв на себе оперативне керівництво: організовував внутрішнє функціонування та зовнішню оборону, віддавав розпорядження, пояснював їхній зміст.
Влада кинула на придушення не лише міліцію та ЗОМО, але також армійську мотострілецьку дивізію та флотські десантні баржі. Командир дивізії полковник Шумський кричав у мегафон, ніби Мільчановський — «колишній прокурор, який посилав людей на смерть». Це не відповідало дійсності: під час перебування помічником прокурора Мільчановський не мав стосунку до винесення смертних вироків — але вражало, як представник держави намагався скомпрометувати противника причетністю до цієї держави.
Анджей Мільчановський та інші лідери страйку зуміли наполягти на виключно мирному характері протесту (хоча багато робітників готові були фізично чинити опір і навіть використовувати технічні засоби корабельні як вогнемети та вибухові пристрої). 15 грудня 1981 року ЗОМО під армійським прикриттям прорвалися на корабельню. Під час штурму Мільчановський кожні чверть години виступав по заводському радіо, закликаючи страйкарів не застосовувати насильства. Міліція розпочала затримання активістів. На запитання командира загону ЗОМО підполковника Тшпіса: «Для чого ви це робили?» — Мільчановський відповів: «Вам не зрозуміти».

### В'язень і підпільник
Мільчановського заарештували, утримували у в'язницях Щецина, Іноврацлава, Бидгоща. 4 березня 1982 року військовий суд засудив Мільчановського до 5 років ув'язнення. Відбував у в'язницях Короново, Потулице, Бранево. У червні 1982 року ініціював десятиденне голодування протесту проти побиття ув'язнених. За амністією 1983 року термін Мільчановського скоротився до 2 років 4 місяців. Був звільнений 17 квітня 1984 року. Анджей Мільчановський став єдиним у ПНР ув'язненим, якого Лех Валенса особисто зустрічав при звільненні.
Після ув'язнення Анджей Мільчановський негайно приєднався до формування підпільних структур «Солідарності». Ініціював створення Західно-Поморської Координаційної ради «Солідарності», перебував у всепольській Тимчасовій координаційній комісії. Саме Мільчановський став своєрідним «мотором» відтворення Щецинської «Солідарності». Виникла мережа заводських осередків, з'явилися нелегальні видання. Мільчановський редагував підпільний журнал «Termit», під різними псевдонімами публікувався у журналах «Grot» й «Obraz».

### У новій хвилі
Навесні-восени 1988 року Польщу захлеснула нова хвиля масових страйків. Анджей Мільчановський знову очолював страйк у WPKM, перебував у страйковому комітеті Щецинського порту. Вперше центрами протестної активності ставали в Щецині інші підприємства, окрім корабельні імені Варського. У цьому виявлялася нова роль Мільчановського, який тепер випереджав Юрчика.
При цьому Мільчановський залишався однозначним прихильником Валенси. Він переконував Юрчика утриматися від публічної участі у русі. Проте Юрчик мав свою активну підтримку серед католицьких націоналістів, котрі насторожено ставилися до «проєвропейських» прихильників Валенси. Ця група наполягала на збереженні повноважень профспілкового керівництва, обраного 1981 року. Зі свого боку, Валенса переконував Юрчика емігрувати, але зустрів рішучу відмову.
З грудня 1988 року Мільчановський був членом Громадянського комітету «Солідарність» під головуванням Леха Валенси. Став одним з організаторів комітету у Щецині. Входив до делегації «Солідарності» на Круглому столі 1989 року, працював у підгрупі з судово-правової реформи. Характерно, що Мар'яна Юрчика не запросили до участі, хоча він був на це готовий.

## Державний діяч

### Начальник спецслужби
Після перемоги «Солідарності» на альтернативних виборах 1989 року було сформовано уряд Тадеуша Мазовецького. Анджей Мільчановський вирішив зосередитися на державній діяльності та залишив профспілкові пости. Міністерство внутрішніх справ Польщі, замість представника ПОРП генерала Кіщака, очолив експерт «Солідарності» Кшиштоф Козловський. Колишню Службу безпеки ПНР (СБ) розформовано, створено Управління охорони держави (UOP). 1 серпня 1990 року міністр Козловський призначив Анджея Мільчановського начальником UOP.
Анджей Мільчановський двічі очолював спецслужбу — із серпня 1990 до грудня 1991 року та у червні-липні 1992 року. Він енергійно взявся за перебудову відомства розвідки та контррозвідки за новим суспільно-політичним ладом Третьої Речі Посполитої. UOP активно зайнялося нейтралізацією радянських, російських, німецьких розвідмереж, законспірованої агентури спецслужб ПНР (особливо WSW) у держустановах, припиненням міжнародних фінансово-комерційних махінацій. Було налагоджено оперативну співпрацю зі спецслужбами НАТО, насамперед ЦРУ США. Водночас штатний склад UOP помітно комплектувався з колишніх офіцерів СБ. У цьому полягала свідома кадрова політика Мільчановського — переконаного, що надходження колишніх комуністичних силовиків на службу новій демократичній державі «добре для них і для Польщі».
Концепція UOP передбачала деідеологізацію та деполітизацію спецслужби. Однак у період керівництва Мільчановського не раз говорилося про політичну орієнтацію UOP на Леха Валенсу, наприкінці 1990 року обраного президентом Польщі. Своєї прихильності Валенсі ніколи не заперечував і сам Мільчановський.

### Міністр внутрішніх справ
5 червня 1992 року пішов у відставку уряд Яна Ольшевського. Безпосереднім поштовхом до урядової кризи стала публікація з ініціативи міністра внутрішніх справ Антонія Мацеревича списку державних діячів, які раніше співпрацювали із СБ ПНР. У списку було ім'я Леха Валенси, який ініціював відставку кабінету. 11 липня 1992 року прем'єр-міністром Польщі стала Ганна Сухоцька. Міністром внутрішніх справ у її уряді призначено Анджея Мільчановського. Водночас на різних посадах у генштабі та BBN служив Генрик Шумський, вже у генеральському званні.
Мільчановський залишався головою МВС до 1996 року, у складі трьох кабінетів — Ганни Сухоцької, Вальдемара Павляка, Юзефа Олекси. Вів активну боротьбу із загальнокримінальною й організованою злочинністю. Головну небезпеку представляли зухвалі ОЗУ, які займалися контрабандою автомобілів, наркобізнесом, рекетом (найбільш знані Прушківська мафія, угруповання Нікоса). Мільчановський намагався зміцнити нову поліцію Польщі, приймав колишніх співробітників міліції ПНР (зазнаючи за це критики, однозначно ставив професійну кваліфікацію вище за політичну позицію).
При цьому зберігав орієнтацію на президента Валенсу. Так, наказом Мільчановського було звільнено начальника гданської делегатури UOP Адама Ходиша (попри його великі заслуги перед «Солідарністю») — за надання матеріалу про Валенсу в «список Мацеревича».

## Справа про розголошення
На президентських виборах 1995 року Лех Валенса зазнав поразки. Главою держави обрано Александра Квасневського, представника Спілки демократичних лівих сил (СДЛС, «пост-ПОРП»). За день до його вступу на посаду, 22 грудня 1995 року, Анджей Мільчановський пішов у відставку. За день до відставки він проінформував сейм Республіки Польща про передбачувану співпрацю прем'єра Юзефа Олекси — представника СДЛС, колишнього функціонера ПОРП — зі спецслужбами СРСР та Росії. За місяць Олекса подав у відставку. Звинувачення не були документально підтверджені, але Мільчановський наполягає на їх правдивості. Це стало останньою великою політичною дією Анджея Мільчановського.
Ситуація отримала назву «Олінський скандал» («Олін» — псевдонім агента, яким за припущенням Мільчановського був Олекси). Варшавська прокуратура звинуватила Мільчанівського в розголошенні державної таємниці. Подав позов і Юзеф Олекси. Процес затягнувся на понад десять років і охоплював як судові розгляди, а й голосування у сеймі, рішення Конституційного трибуналу. Проти Мільчановського виступав СДЛС, підтримували його Виборча акція «Солідарність та Унія свободи». Таким чином, політичний характер справи ставав цілком очевидним.
Остаточно звинувачення було сформульовано у 2002 році, Мільчановський назвав його «помстою з боку СДЛС». 2008 року окружний суд Варшави повністю виправдав Мільчановського. У вердикті говорилося, що міністр «опинився у винятковій ситуації та пожертвував цінністю нижчого порядку (державною таємницею) в ім'я вищого (державних інтересів)».

## Після відставки
Анджей Мільчановський повернувся до приватної юридичної практики. Разом із дружиною він заснував нотаріальну контору у Щецині. Займався з'ясуванням обставин загибелі батька.
Мільчановський наголошував на вірності традиціям «Солідарності», прихильності Леху Валенсі. Водночас він позиціювався як виразник професійно-корпоративних інтересів співробітників поліції та спецслужби. У 2017 році він назвав своїм «священним обов'язком» захист колишніх офіцерів СБ, які служили під його керівництвом в UOP та МВС. Мільчановський висловився за збереження підвищених пенсій для цієї категорії. Група ветеранів опозиції із Західної Померанії спеціальною заявою відмежувалась від Мільчановського. Учасник страйку 1988 року у Щецинському порту Войцех Возняк, який багато років вважав Мільчановського своїм лідером, публічно звинуватив його у зраді. Мільчановський висловив жаль, але залишився на колишній позиції.
Раніше, 2015 року, Мільчановський виступив свідком захисту на процесі відставного генерала Ярослава Верніковського, колишнього Щецинського воєводського коменданта міліції. Верніковського звинувачували у наказі про інтернування шістдесяти активістів «Солідарності» у грудні 1981 року. Своє рішення Мільчановський пояснив «історичними причинами»: він вважав, що воєнний стан уберіг Польщу від радянської інтервенції. Вироки щодо колишніх функціонерів міліції та СБ Мільчановський назвав «демонстративними та мають враження помсти». Верніковський визнано винним і засуджено до двох років ув'язнення.
У січні 2015 року помер Юзеф Олекси. З цього приводу виступив Лех Валенса: екс-президент дуже тепло відгукнувся про експрем'єра та висловив жаль, що «не встиг у нього перепросити». Щодо Анджея Мільчановського, така заява виглядала як мінімум недружньо. Мільчановський утримався від публічної полеміки, але вийшов із наглядової ради Фонду «Інститут Леха Валенси». При цьому він і згодом відгукувався про Валенса позитивно, як про лідера та символ визвольного руху.
У 2018 році, до 30-річчя страйків 1988 року, у міській раді Щецина було поставлено питання про надання статусу почесного громадянина міста. Було висунуто і кандидатуру Анджея Мільчановського. Проте депутати від правоконсервативної партії Право і справедливість (PiS) віддали перевагу Станіславу Вондоловському, близькому соратнику покійного Мар'яна Юрчика. Мільчановський заявив, що в такій ситуації він відмовляється від звання, навіть якщо воно буде надано. До партії PiS та братів Качиньських ставиться негативно через їхній конфлікт з Валенсою.
За всієї неоднозначності Анджей Мільчановський користувався у Польщі повагою й авторитетом. Особливо це характерно для ветеранів «Солідарності» та ветеранів МВС. 2019 року «пенсіонери в мундирах» урочисто привітали Мільчановського з 80-річчям.